# Santiago Martín Salvador
Santiago Martín Salvador fue un historietista y pintor español (Madrid, 11 de julio de 1935-8 de octubre de 2021).

## Biografía
Santiago Martín Salvador comenzó su carrera profesional en Aventuras del FBI y "Chicos".
Continuó colaborando con el guionista Miguel González Casquel en Mendoza Colt (1955) antes de pasar a trabajar para el mercado exterior a través de las agencias Histograf y Selecciones Ilustradas.
Posteriormente, se dedicó a la pintura.

## Obra
| Años | Título                               | Guionista               | Tipo                 | Publicación |
| ---- | ------------------------------------ | ----------------------- | -------------------- | ----------- |
| 1951 | Aventuras del FBI                    |                         | Serial               | M. Rollán   |
| 1954 | Dusty Calvert                        | Miguel González Casquel | Serie                | Histograf   |
| 1954 | El tambor de Granaderos              | Miguel González Casquel | Serie                | Chicos      |
| 1954 | Dos hombres buenos                   | José Mallorquí          | Serie con Casarrubio | Chicos      |
| 1955 | Mendoza Colt núm. 1-20, 33-34, 44-46 | Miguel González Casquel | Serial               | M. Rollán   |
| 1957 | Aventuras del Capitán Oropesa        | Luis Aroca              | Serie                | Balalín     |
| 1960 | Fulgor                               |                         | Serie                | Fulgor      |
| 1963 | Combate                              |                         | Serial               | Ferma       |
| 1970 | Red Fury                             | Antonio A. Arias        | Serie                | El Cuco     |
| 1972 | Los cuentos de Bocaccio              | Antonio A. Arias        | Serie con Nadal      | Pueblo      |
| 1973 | La Momia                             |                         | Serie                | Vampus      |
| 1974 | La maldición del hombre lobo         |                         | Serie                | Vampus      |
| 1977 | Shi-Kai                              | Carlos Echevarría       | Serie                | Kung-Fu     |
| 1979 | Dick Turpín                          |                         | Serial               | Valenciana  |